# Verbier
Verbier er en by i den sydvestlige del af Schweiz i kantonen Valais. Den er beliggende ca. 1500 meter over havets overflade, og er et kendt skisportssted i de Schweiziske Alper.